# Everhard von der Mark (Dompropst)
Everhard von der Mark († 1359) war Dompropst im Bistum Münster.

## Leben

### Herkunft und Familie
Everhard von der Mark entstammte als Sohn des Grafen Engelbert von der Mark und seiner Frau Mathilde von Arenberg der uralten westfälischen Adelsfamilie in der Grafschaft Mark. Er hatte acht Geschwister, darunter Adolf (Erbe), Engelbert (Erzbischof von Köln) und Eberhard (ebenfalls Erbe).
Er war ein Neffe des Bischofs Adolf von Lüttich und des Dompropstes Konrad von der Mark.

### Werdegang und Wirken
Papst Johannes XXII. gab Everhard am 12. Mai 1326 ein Domkanonikat in Lüttich, auf das sein Onkel Konrad verzichtet hatte. Als Lütticher Domherr erhielt er am 4. Juni 1326 vom Papst ein Domkanonikat in Köln und sechs Jahre später auch in Trier. Nach dem Verzicht seines Bruders Engelbert auf die Domkantorei war er in den Jahren 1345 bis 1349 Kölner Domkantor. Zu jener Zeit war es durchaus üblich, mehrere Stellen zu besetzen. So ist es zu erklären, dass Everhard am 28. Januar 1339 als Dompropst in Münster urkundlich erwähnt wurde.
1348 verzichtete er auf seine Ämter und heiratete Gräfin Maria von Lohn.